# Din klara sol, o Fader vår
Din klara sol, o Fader vår (tyska: O Vater deine Sonne scheint) är en tysk psalm av Nicolaus Hermann. Psalmen översattes och bearbetades till svenska i 11 verser av Jesper Swedberg.
1695 års psalm inleds med orden:
Din klara Sool, o fader wår!
Wijdt öfwer ond och godh uppgår
1911 publicerades en dansk översättning i Kirkepsalmbog av Magnus Brostrup Landstad med titeln "O Herre Gud din sol saa skjoen".
Enligt 1697 års koralbok användes samma melodi till psalmerna Uti din nåd, o Fader blid  (nr 239) och Nu denna dag förliden är (nr 374).
Johan Ludvig Runeberg använde de två första raderna som inledning till en i övrigt nydiktad sommarpsalm.

## Publicerad som
- Nr 314 i 1695  års psalmbok under rubriken "Om Jordenes frucktbarhet".
- Nr 281 i Svensk söndagsskolsångbok 1908.
- Nr 538 i Svensk psalmbok för den evangelisk-lutherska kyrkan i Finland (1986).